# Руденко, Сергей Николаевич
Сергей Николаевич Руденко (24 сентября 1900 года, м. Носовка, Черниговская губерния, Российская империя — умер после 1945 года, СССР) — советский военачальник, полковник (1940).

## Биография
Родился 24 сентября 1900 года в местечке Носовка, ныне одноимённый город в Нежинском районе Черниговской области. До призыва в Красную армию работал на фанерном заводе Зусмана (ст. Дарница Киевской губ.).

### Военная служба

#### Гражданская война
В июле 1919 года был призван в РККА Нежинским уездным военкоматом и проходил обучение в литерной маршевой роте, однако в августе в связи с болезнью освобожден от службы до особого распоряжения и устроился работать токарем на заводе на ст. Дарница. В ноябре 1919 года вновь был призван в РККА и зачислен в 3-й Интернациональный отдельный полк, в составе которого воевал с польскими легионерами на Западном фронте в районах Броды, Нимильня, Довбиш, Рогачев на реке Случь. В марте — апреле 1920 года находился в плену у белополяков. После освобождения в конце апреля был направлен на лечение в госпиталь по болезни. По выздоровлении зачислен курсантом во 2-й отдельный учебный батальон, в составе которого участвовал в ликвидации вооруженных формирований Н. И. Махно и банд Савонова. С сентября 1920 года, после окончания обучения, командовал отделением в 46-й стрелковой дивизии. В составе 2-й Конной, затем 4-й армий дивизия воевала на Южном фронте против войск генерала П. Н. Врангеля, в октябре 1920 года участвовала в боях за плацдарм на левом берегу Днепра, в Перекопско-Чонгарской операции, в ликвидации бандитизма в Крыму.

#### Межвоенные годы
В марте 1921 года Руденко был направлен на учёбу на 65-е командные пехотные курсы в городе Евпатория, затем переведен на 63-и Симферопольские командные пехотные курсы. По окончании последних в сентябре 1922 года был назначен в 135-й стрелковый полк 45-й стрелковой дивизии в городе Киев, где проходил службу командиром отделения, старшиной роты и командиром взвода. С августа 1925 года учился в Киевской объединённой военной школа им. главкома С. С. Каменева. По окончании её в октябре 1927 года направлен помощником командира роты 19-го стрелкового полка 7-й стрелковой дивизии в городе Нежин. В апреле 1931 года переведен в 20-й стрелковый полк в городе Чернигов, где исполнял должности командира роты, помощника командира и командира батальона. Член ВКП(б) с 1931 года. С ноября 1937 года по август 1938 года — слушатель курсов «Выстрел». В декабре 1938 года назначен командиром 279-го стрелкового полка 58-й стрелковой дивизии КОВО в городе Смела. В его составе участвовал в походе Красной армии в Западную Украину, затем в Бессарабию и Северную Буковину. В последующем полк нес пограничную службу в Карпатах на советско-румынской границе на участке Жабка, Чарна-Гура, Ворохта, был придан на усиление 95-го пограничного отряда. 24 марта 1940 избран депутатом Верховного Совета УССР 1-го созыва по Отинянському избирательному округу № 367 Станиславской области.

#### Великая Отечественная война
В начале войны полк в составе 58-й горнострелковой дивизии 13-го стрелкового корпуса 12-й армии участвовал в приграничном сражении на Юго-Западном фронте, вел тяжелые арьергардные бои, прикрывая отходящие части дивизии и корпуса. К началу августа он занял оборону на рубеже реки Синюха. Несмотря на тяжелое положение, полк держал здесь оборону несколько дней. Затем противнику удалось прорвать оборону полка и окружить его, многие солдаты и офицеры попали в плен, в том числе и полковник Руденко. На шестой день плена ему удалось совершить побег из лагеря военнопленных под Уманью. Около двух с половиной лет он находился на оккупированной противником территории под Васильковом, исполняя различного рода сельхозработы у крестьян окрестных сел, выполняя задания местных партизан.
В январе 1944 года, после освобождения района Василькова войсками 40-й армии 1-го Украинского фронта, Руденко вновь вернулся в ряды Красной армии. Вначале находился на сборно-пересыльном пункте 40-й армии, где командовал батальоном переменного состава, а с апреля проходил спецпроверку в спецлагере НКВД в городе Рязань. В июне 1944 года был направлен в распоряжение Военного совета 1-го Белорусского фронта, где назначен командиром 858-го стрелкового полка 283-й стрелковой дивизии. В составе 41-го стрелкового корпуса 3-й армии дивизия участвовала в Белорусской, Бобруйской, Минской и Белостокской наступательных операциях, в освобождении территории Белоруссии и Польши, городов Белосток и Остроленка. 28 августа 1944 года в бою под городом Червень был ранен. По выздоровлении в ноябре 1944 года полковник Руденко назначен заместителем командира по строевой части 283-й стрелковой дивизии, а в период с 10 по 24 декабря временно командовал дивизией. В составе 41-го стрелкового корпуса 3-й армии 2-го Белорусского фронта дивизия участвовала в Млавско-Эльбинской, Восточно-Прусской наступательных операциях. В ходе упорных боев её части форсировали реки Омулев, Варнау, Валыц и штурмом овладели городами Мельзак, Браунсберг, Хайлигенбайль. В ходе этих операций, будучи зам. командира дивизии, полковник Руденко одновременно командовал 860-м и 858-м стрелковыми полками. К 25 марта 1945 года части дивизии вышли к заливу Фришес-Гаф. Вначале апреля дивизия совершила почти 700-километровый марш в Центральную Германию и с 19 апреля в составе войск 1-го Белорусского фронта участвовала в Берлинской наступательной операции, в ходе которой овладела городом Франкфурт-на-Одере.

#### Послевоенное время
После войны продолжал исполнять должность заместителя командира 283-й стрелковой Гомельской Краснознаменной ордена Суворова дивизии. 31 декабря 1945 года полковник Руденко уволен в запас.

## Награды
- орден Красного Знамени (03.11.1944)[3][4]
- два ордена Отечественной войны I степени (25.09.1944[5], 08.06.1945[6])
  - медали в том числе:
  - «XX лет Рабоче-Крестьянской Красной Армии» (1938)[6]
  - «За победу над Германией в Великой Отечественной войне 1941—1945 гг.» (1945)[7]
  - «За взятие Кёнигсберга» (1945)[7]
  - «За взятие Берлина» (1945)[7]